# 迪凱特 (密歇根州)
迪凱特（英語：Decatur）是位於美國密歇根州范布倫縣迪凱特鎮區的一個村。

## 人口
根據2020年美國人口普查的數據，迪凱特的面積為3.70平方千米，當中陸地面積為3.50平方千米，而水域面積為0.20平方千米。當地共有人口1651人，而人口密度為每平方千米446人。